# فوتبال ۵ نفره در پارالمپیک تابستانی ۲۰۲۴
فوتبال ۵ نفره، که به صورت عامیانه به عنوان فوتبال کم‌بینایان نیز شناخته می‌شود، یکی از رویدادهای پارالمپیک تابستانی ۲۰۲۴ بود که در استادیوم برج ایفل در پاریس فرانسه برگزار شد.

## گزینش
در رویداد مردان، هشت تیم به رقابت پرداختند. 
| ابزار احراز صلاحیت                                        | تاریخ              | محل برگزاری | شمار | واجد شرایط               |
| --------------------------------------------------------- | ------------------ | ----------- | ---- | ------------------------ |
| کشور میزبان                                               | —                  | —           | ۱    | فرانسه                   |
| مسابقات قهرمانی اروپا فوتبال نابینایان IBSA ۲۰۲۲          | ۸ تا ۱۸ ژوئن ۲۰۲۲  | پسکارا      | ۱    | ترکیه                    |
| مسابقات قهرمانی آفریقا فوتبال نابینایان IBSA ۲۰۲۲         | ۱۴–۲۶ سپتامبر ۲۰۲۲ | بوزنیکا     | ۱    | مراکش                    |
| مسابقات قهرمانی آسیا-اقیانوسیه فوتبال نابینایان IBSA ۲۰۲۲ | ۱۱–۱۸ نوامبر ۲۰۲۲  | کوچی        | ۱    | چین                      |
| بازی‌های جهانی IBSA ۲۰۲۳                                   | ۱۸–۲۷ اوت ۲۰۲۳     | بیرمنگام    |      | آرژانتین · کلمبیا · ژاپن |
| بازی‌های پارا پان آمریکا ۲۰۲۳                              | ۱۷–۲۶ نوامبر ۲۰۲۳  | سانتیاگو    | ۱    | برزیل                    |
| مجموع                                                     |                    |             | ۸    |                          |

با توجه به رقابت‌های قهرمانی جهان که در آن، چین دوم و برزیل سوم شده بود، این دو کشور که پیشتر جواز حضور خود را در پارالمپیک کسب کرده بودند، سهمیه‌های آن‌ها به تیم‌های بعدی (کلمبیا تیم چهارم و ژاپن تیم پنجم) رسید.

## دور مقدماتی

### گروه A
| رتبه | تیم        | بازی | برد | مساوی | باخت | گل زده | گل خورده | گل تفاضل | امتیاز | صلاحیت      |
| ---- | ---------- | ---- | --- | ----- | ---- | ------ | -------- | -------- | ------ | ----------- |
| ۱    | برزیل      | ۳    | ۲   | ۱     | ۰    | ۶      | ۰        | ۶+       | ۷      | نیمه‌نهایی   |
| ۲    | فرانسه (H) | ۳    | ۲   | ۰     | ۱    | ۳      | ۳        | ۰        | ۶      | نیمه‌نهایی   |
| ۳    | چین        | ۳    | ۱   | ۱     | ۱    | ۲      | ۱        | ۱+       | ۴      | جایگاه پنجم |
| ۴    | ترکیه      | ۳    | ۰   | ۰     | ۳    | ۰      | ۷        | ۷−       | ۰      | مقام هفتم   |

### گروه B
| رتبه | تیم      | بازی | برد | مساوی | باخت | گل زده | گل خورده | گل تفاضل | امتیاز | صلاحیت      |
| ---- | -------- | ---- | --- | ----- | ---- | ------ | -------- | -------- | ------ | ----------- |
| ۱    | کلمبیا   | ۳    | ۲   | ۱     | ۰    | ۲      | ۰        | ۲+       | ۷      | نیمه‌نهایی   |
| ۲    | آرژانتین | ۳    | ۱   | ۲     | ۰    | ۱      | ۰        | ۱+       | ۵      | نیمه‌نهایی   |
| ۳    | مراکش    | ۳    | ۱   | ۱     | ۱    | ۱      | ۱        | ۰        | ۴      | جایگاه پنجم |
| ۴    | ژاپن     | ۳    | ۰   | ۰     | ۳    | ۰      | ۳        | ۳−       | ۰      | مقام هفتم   |

## مرحله حذفی

### جدول
|  | نیمه‌نهایی    | نیمه‌نهایی |            |       | نهایی | نهایی |
|  |              |           |            |       |       |       |
|  | ۵ سپتامبر    |           |            |       |       |       |
|  |              |           |            |       |       |       |
|  | کلمبیا       | ۰         |            |       |       |       |
|  | کلمبیا       | ۰         | ۷ سپتامبر  |       |       |       |
|  | فرانسه       | ۱         |            |       |       |       |
|  | فرانسه       | ۱         | فرانسه (پ) | 1 (3) |       |       |
|  | ۵ سپتامبر    |           | فرانسه (پ) | 1 (3) |       |       |
|  |              | آرژانتین  | 1 (2)      |       |       |       |
|  | برزیل        | آرژانتین  | 1 (2)      | 0 (3) |       |       |
|  | برزیل        |           |            | 0 (3) |       |       |
|  | آرژانتین (پ) | 0 (4)     |            |       |       |       |
|  | آرژانتین (پ) | 0 (4)     | مدال برنز  |       |       |       |
|  |              |           |            |       |       |       |
|  | ۷ سپتامبر    |           |            |       |       |       |
|  |              |           |            |       |       |       |
|  | کلمبیا       | 0         |            |       |       |       |
|  | کلمبیا       | 0         |            |       |       |       |
|  | برزیل        | 1         |            |       |       |       |

## آمار

### گلزنان
۲۲ گل  در ۱۸ مسابقه به ثمر رسید که به‌طور میانگین برابر است با ۱٫۲۲ گل به ازای هر مسابقه.
۳ گل
- نوناتو (BRA)
- فردریک ویلرو (FRA)

۲ گل
- خوآن پرز (COL)

۱ گل
- ماکسیمیلیانو اسپینیلو (ARG)
- اوسوالدو فرناندز (ARG)
- ریکاردو آلوس (BRA)
- لوآن گونسالوس (BRA)
- جفرسون دا کونسیسائو (BRA)
- جاردیل سوآرس (BRA)
- لیو منگ (CHN)
- تانگ ژیهوا (CHN)
- ژو رویمینگ (CHN)
- مارتین بارون (FRA)
- خلیفه یومه (FRA)
- امر اصلان (TUR)
- حسن ساتای (TUR)

۱ گل‌به‌خودی
- Robertoizumi Sasaki (JPN) (against Morocco)

منبع: Paralympics

## رتبه‌بندی نهایی
| رتبه | تیم      |
| ---- | -------- |
| 1    | فرانسه   |
| 2    | آرژانتین |
| 3    | برزیل    |
| ۴    | کلمبیا   |
| ۵    | چین      |
| ۶    | مراکش    |
| ۷    | ترکیه    |
| ۸    | ژاپن     |